# Nude (album de Camel)
Pour les articles homonymes, voir Nude.
Albums de Camel
I Can See Your House from Here
(1979) The Single Factor
(1982)
Nude est le huitième album studio de Camel, sorti en janvier 1981. C'est un album-concept qui s'inspire en partie de l'histoire du soldat japonais Hirō Onoda.
C'est le dernier album de Camel sur lequel joue le batteur Andy Ward.

## Titres

### Face 1
1. City Life (Andrew Latimer, Susan Hoover) – 4:41
2. Nude (Latimer) – 0:22
3. Drafted (Latimer, Hoover) – 4:20
4. Docks (Latimer, Kit Watkins) – 3:51
5. Beached (Latimer) – 3:34
6. Landscapes (Latimer) – 2:39

### Face 2
1. Changing Places (Latimer) – 4:11
2. Pomp & Circumstance (Latimer) – 2:05
3. Please Come Home (Latimer) – 1:12
4. Reflections (Latimer) – 2:39
5. Captured (Latimer, Jan Schelhaas) – 3:12
6. The Homecoming (Latimer) – 2:49
7. Lies (Latimer, Hoover) – 5:00
8. The Last Farewell :
  - The Birthday Cake (Latimer) – 0:30
  - Nude's Return (Latimer) – 3:40

## Titres bonus
L'édition remasterisée de Nude parue en 2009 comprend dix titres bonus, enregistrés au Hammersmith Odeon le 22 février 1981.
1. City Life
2. Nude/Drafted
3. Docks
4. Beached
5. Landscapes
6. Changing Places
7. Reflections
8. Captured
9. The Birthday Cake
10. Nude's Return

## Musiciens
- Andrew Latimer : guitares, chant, flûte, koto, claviers (chant principal sur Please Come Home et Lies)
- Colin Bass : basse, chant (chant principal sur City Life et Drafted)
- Andy Ward : batterie, percussions
- Mel Collins : flûte, piccolo, saxophones
- Duncan Mackay : claviers
- Jan Schelhaas : piano sur The Last Farewell
- Chris Green : violoncelle
- Gasper Lawal : percussions sur Changing Places
- Herbie Flowers : tuba